# Radda in Chianti
Radda in Chianti est une commune italienne de la province de Sienne, dans la région Toscane.

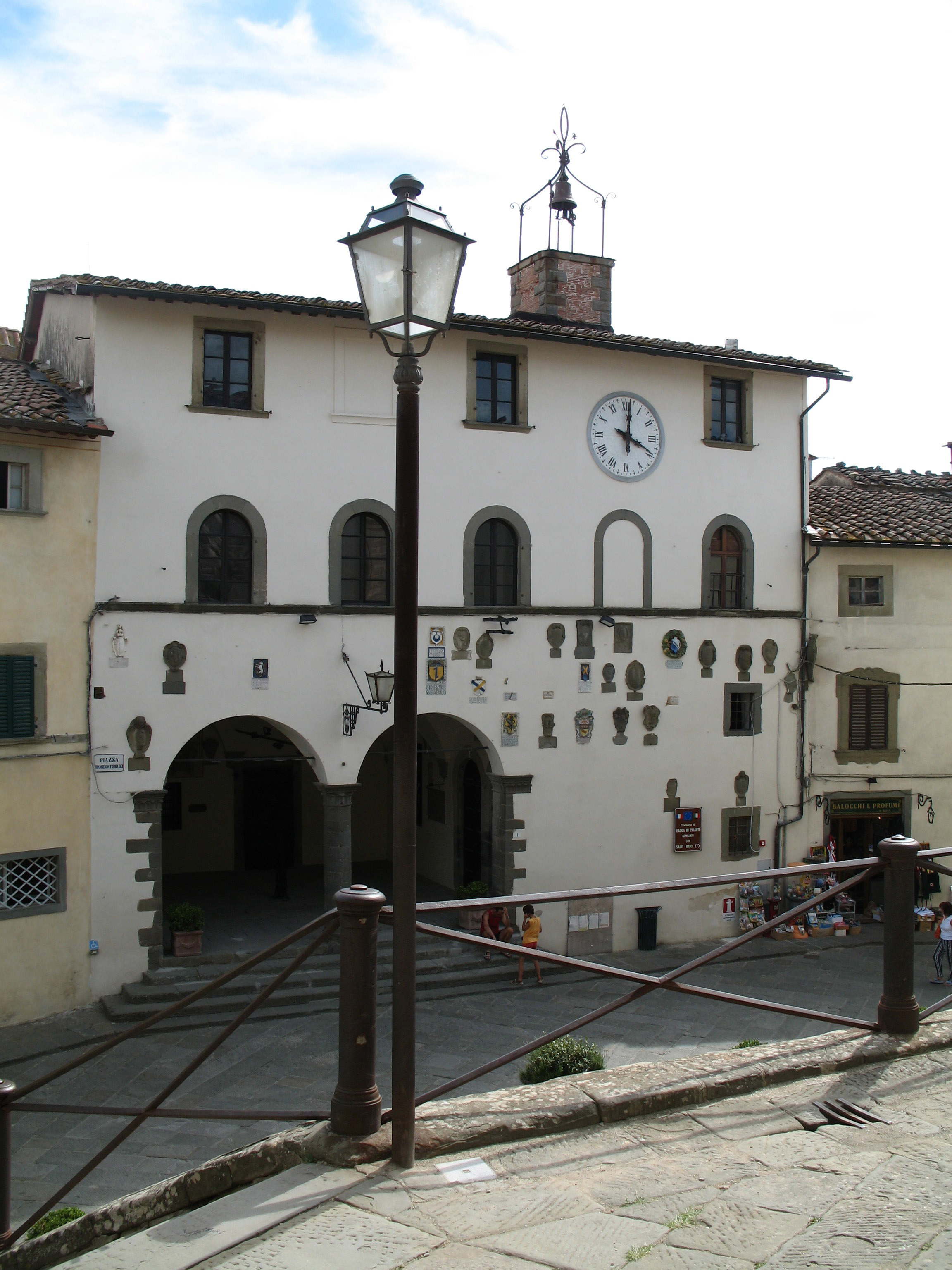
Le palais communal.

## Histoire
La fondation de Radda remonte à 2000 ans av. J.-C. avec une première installation au sommet de la colline Poggio la Croce à 530 m de hauteur. En 1100, Radda constitue un centre actif de la région. De ce fait, le village se trouve impliqué dans les multiples conflits entre Sienne et Florence qui cherchent à étendre leur territoire. Durant les siècles suivants, plusieurs propriétés viticoles voient le jour dans les environs. 
Aujourd'hui, le village conserve son mur d'enceinte et ses constructions moyenâgeuses. Le territoire s'étend sur environ 80 kilomètres pour une population de 1 600 habitants.

## Administration
| Période                                  | Période | Identité | Étiquette | Qualité |
| ---------------------------------------- | ------- | -------- | --------- | ------- |
|                                          |         |          |           |         |
| Les données manquantes sont à compléter. |         |          |           |         |

### Hameaux
Badia a Montemuro, Colle Petroso, La Villa, Lucarelli, Monterinaldi, Palagio, Selvole, Volpaia.

### Communes limitrophes
Castellina in Chianti, Castelnuovo Berardenga, Cavriglia, Gaiole in Chianti, Greve in Chianti.

## Jumelages
- Saint-Brice (France) depuis le 19 avril 1997.